# Lulu (film, 1917)
Pour plus de détails, voir Fiche technique et Distribution.
Lulu est un film allemand réalisé par Alexander von Antalffy d'après la pièce de Frank Wedekind, sorti en 1917.

## Synopsis
La danseuse de cirque Lulu, bien qu’elle aime son ancien sauveur, le clown Alfredo, entame une relation avec le noble Henri von Reithofen. Ce dernier finit par se tuer, ruiné par les folles dépenses de Lulu.

## Fiche technique
- Titre : Lulu
- Réalisation : Alexander von Antalffy
- Direction artistique : Kurt Richter
- Photographie : Frederik Fuglsang (en)
- Pays d'origine : Empire allemand
- Format : Noir et blanc - 1,33:1 - Film muet
- Date de sortie : 1917

## Distribution
- Erna Morena : Lulu
- Adolf Klein : Robert von Waldheim
- Harry Liedtke : Rudolf von Waldheim
- Emil Jannings : Alfredo, un clown